# Berkheya robusta
Berkheya robusta là một loài thực vật có hoa trong họ Cúc. Loài này được Bohnen ex Roessler mô tả khoa học đầu tiên năm 1950.